# Famille Davydov
La famille Davydov (Давыдовы) est une famille de la noblesse russe.

## Historique
La famille Davydov (Давыдовы) est une famille de noblesse russe.

## Personnalités
- Alexandre Lvovitch Davydov[1] (1773-1833), général russe, l'un des commandants de l'Armée impériale de Russie au cours des Guerres napoléoniennes ;
- Nikolaï Vladimirovitch Davydov (ru) (1773-1823), général russe, l'un des commandants de l'Armée impériale de Russie au cours du conflit qui opposa la Russie aux armées napoléoniennes. Major-général dans la cavalerie, il participa aux batailles d'Austerlitz, Friedland où il fut blessé, il se distingua également à la Bataille de Borodino, à la bataille de Krasnym, les 15 novembre et 18 novembre 1812, il fut de nouveau blessé à la bataille de Leipzig ;
- Evgraf Vladimirovitch Davydov (1775-1823), général russe, l'un des commandants de l'Armée impériale de Russie lors des différents conflits qui opposa la Russie à l'Armée napoléonienne ;
- Nikolaï Fiodorovitch Davydov, général russe, l'un des commandants de l'Armée impériale de Russie au cours des Guerres napoléoniennes ;
- Piotr Levovitch Davydov (ru) (1777-1842), général russe, héros de la Guerre Patriotique de 1812 ;
- Denis Vassilievitch Davydov (1784-1839), général de cavalerie et poète russe, lors des Guerres napoléoniennes, il fut l'un des commandants de l'Armée impériale de Russie ;
- Aglaé de Gramont (1787-1842), fille d'Antoine-Louis-Marie de Gramont et d'Aglaé de Polignac, épouse d'Alexandre Lvovitch Davydov ;
- Vassili Lvovitch Davydov (1793-1855), décembriste et poète russe ;
- Vladimir Petrovitch Orlov-Davydov (1809-1882), diplomate et bibliophile, maréchal de la noblesse de Saint-Pétersbourg, ministre des Affaires intérieures ;
- Vladimir Alexandrovitch Davydov (ru) (1816-1886), officier de l'armée russe, marié à la princesse Djambakouriane-Orbeliani.
- Anatoly Orlov-Davydov (ru) (1837-1905), général russe ;
- Vladimir Orlov-Davydov (1838-1870), général russe ;
- Iouri Davydov (1876-1965) conservateur du musée Musée-zapovednik P. Tchaïkovski à Kele.